# Brüttelen
Brüttelen (fr. Bretiège) – gmina (niem. Einwohnergemeinde) w Szwajcarii, w kantonie Berno, w regionie administracyjnym Seeland, w okręgu Seeland.

## Demografia
W Brüttelen mieszkają 582 osoby. W 2020 roku 20,6% populacji gminy stanowiły osoby urodzone poza Szwajcarią.